# Seetaler Alpen
Die Seetaler Alpen sind ein Gebirgszug der Lavanttaler oder Norischen Alpen in Österreich südlich der Mur zwischen Scheifling und Zeltweg.
Höchster Gipfel ist der Zirbitzkogel (2396 m).

## Topografie
Die Seetaler Alpen sind im Norden begrenzt durch das Murtal, im Osten durch den Obdacher Sattel, im Süden durch das Klippitztörl und im Westen durch den Neumarkter Sattel. Der Großteil liegt in der Steiermark, nur zum Klippitztörl hin wird das Bundesland Kärnten erreicht. Die wichtigsten Gipfel sind (von Norden nach Süden):
- Weißeck (1743 m)
- Brandriegel (1721 m)
- Hohe Ranach (1981 m)
- Erslstand (2124 m)
- Wenzelalpe (2151 m)
- Kreiskogel (2306 m) mit dem sehr schwierigen Lukas-Max Klettersteig[1]
- Scharfes Eck (2364 m)
- Zirbitzkogel (2396 m)
- Fuchskogel (2214 m)
- Streitwiesenalm (im Volksmund Blutwiese genannt) mit Judenburger Kreuz (1764 m)
- Zöhrerkogel (1874 m)
- Angerlkogel (1774 m)
- Jägerstube (1749 m)

Am Klippitztörl befindet sich ein größeres Skigebiet und auch auf der Tonnerhütte wird Skisport betrieben.
Der Hochgebirgszug besteht aus einigen schroffe Felsformationen, die weit über die Baumgrenze hinausragen.
Das Gebiet wird vom österreichischen Weitwanderweg 08 (Eisenwurzenweg) durchquert. Dieser erreicht am Zirbitzkogel seinen höchsten Punkt.

## Tourismus
Das Gebirge ist ein beliebtes Ziel für Bergsteiger und Wanderer. Außerdem kann das Gebirge mit einigen Skigebieten am Klippitztörl und nördlich davon aufwarten.
Am Nordabhang, von Judenburg aus erreichbar, befindet sich der Hochgebirgs-Truppenübungsplatz „Seetaler Alpe“ des Österreichischen Bundesheers.

## Hütten
- Winterleitenhütte (1782 m) nordöstlich des Zirbitzkogels
- Alpengasthof Sabathy (1620 m), am Ostfuß des Zirbitzkogels
- Zirbitzkogelhaus (2376 m), knapp unterhalb des Zirbitzkogel-Gipfels
- Tonnerhütte (1600 m), auf halber Höhe zwischen Mühlen (Ort) und Zirbitzkogel
- Waldheimhütte (1614 m), auf halber Höhe zwischen Obdach und Zirbitzkogel
- St. Martiner Hütte (1710 m), in der Nähe der Streitwiesenalm
- Klippitztörlhütte (1644 m), am Klippitztörl in der Nähe des Skigebietes